# Bitburger
Bitburger — популярна торговельна марка німецького пива, що належить групі компаній Bitburger Braugruppe GmbH. Виробляється на потужностях компанії в містечку Бітбург (федеральна земля Рейнланд-Пфальц).
За результатами 2010 року торговельна марка Bitburger посіла третє місце за обсягами продажу пива на території Німеччини, протягом року в країні було реалізовано 392 мільйони літрів пива цього бренду.
Левова частка обсягів виробництва напоїв торговельної марки припадає на Bitburger Premium Pils, класичний німецький пільзнер, який широко експортується за кордон, а також виробляється на умовах ліцензії низкою пивоварних підприємств за межами Німеччини, зокрема в Україні — на виробничих потужностях ПАТ «Оболонь».

## Історія

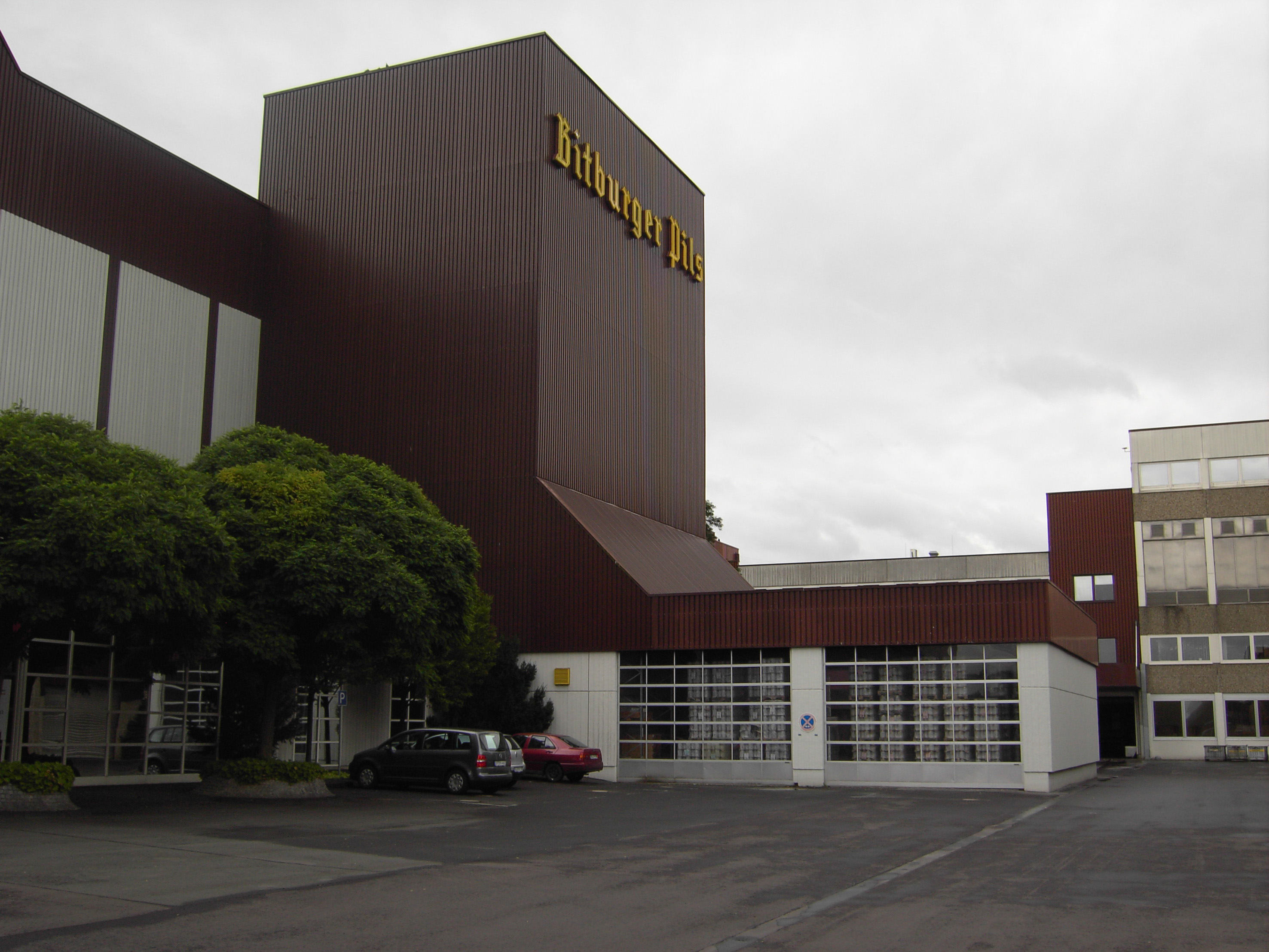
Будівля сучасної броварні Bitburger Brauerei Th. Simon GmbH у Бітбурзі.

Історія пива Bitburger розпочалася 1817 року із заснування молодим броварем Йоганном Петером Валленборном броварні у Бітбурзі. 1839 року підприємство перейшло у власність Людвіга Сімона, зятя Валенборна, який дав йому назву за своїм прізвищем Simonbrau. Пивоварна компанія, що володіє торговельною маркою Bitburger, й досі належить нащадкам його засновника та носить повну назву Bitburger Brauerei Th. Simon GmbH, яка містить ім'я її третього власника, Теобальда Сімона (нім. Theobald Simon).
Саме Теобальду, сину Людвіга Сімона, який став власником броварні у Бітбурзі 1876 року, підприємство значною мірою завдячує своїм успіхам на ринку. Теобальд, який отримав у спадок броварню, що як і більшість аналогічних німецьких пивоварень того часу виробляла насамперед темне пиво верхового бродіння, слідкував за новітніми технологіями у пивоварінні і 1883 року вперше зварив на своєму підприємстві світле пиво низового бродіння, лагер. Цей напій, що відносився до пільзнерів, сорту пива, що виник сорока роками раніше у чеській Богемії, швидко завоював прихильність місцевої публіки і сприяв суттєвому зростанню популярності бітбурзької броварні.
Підприємство і в подальшому активно впроваджувало нові технології. Система холодильних установок, впроваджена 1896 року, та залізнична колія, прокладена до броварні у 1909, дозволили їй суттєво розширити географію продажів своєї продукції.
1937 року з'явився слоган торговельної марки — «Будь ласка, один Біт(бургер)» (нім. Bitte ein Bit), який, завдяки покладеній у його основу грі слів, добре запам'ятовувався та досить швидко став добре знайомим поціновувачам пива у Німеччині та за її межами. 1963 року було проведено редизайн пляшок, а наступного року компанія-виробник створила фірмовий келих відмінної від традиційної форми. Обидва кроки були покликані позиціонувати Bitburger як преміальне пиво, що загалом й було досягнуто.
Протягом 1973—1980 років у Бітбурзі тривало будівництво нового пивоварного заводу Bitburger, що мав задовольнити зростаючий попит на продукцію цієї торговельної марки. Після введення нових виробничих потужностей в експлуатацію приміщення старої броварні почали використовуватися для адміністративних потреб та проведення екскурсій.
На сьогодні броварня Bitburger Brauerei Th. Simon GmbH знаходиться у власності сьомого покоління родини Сімонів, її торговельна марка посідає третю позицію за обсягами продажів пива на німецькому ринку. Особлива увага приділяється продажам розливного Bitburger у закладах громадського харчування країни — близько третини виробленого Bitburger Premium Pils розливається у кеги для продажу барам та ресторанам.

## Різновиди

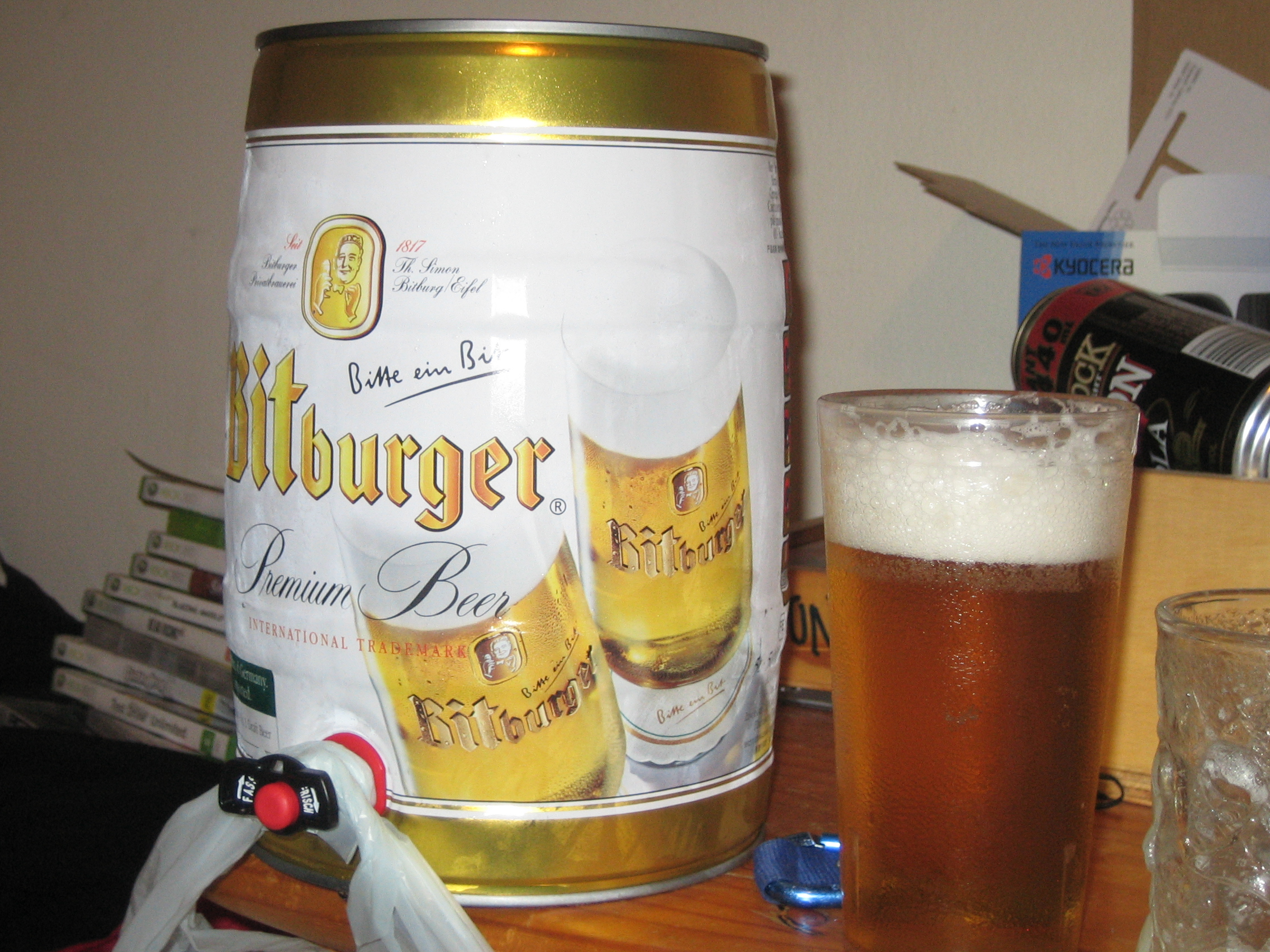
5-літрова бочка Bitburger Premium Pils.

Провідним сортом пива торговельної марки є Bitburger Premium Pils, класичний пільзнер з вмістом алкоголю 4,8 %. Характеризується золотавим кольором, середньою щільністю, помірною гіркотою та стійким ароматом трав'яного хмелю.
Крім пільзнера під торговельною маркою Bitburger виробляються:
- Bitburger Bit Sun — світле пиво з пом'якшеним смаком та вмістом алкоголю 4,8 %;
- Bitburger Light — полегшене світле пиво з вмістом алкоголю 2,8 %;
- Bitburger Alkoholfrei, відомий на зовнішніх ринках як Bitburger Drive — безалкогольне світле пиво з вмістом алкоголю 0,1 %;
- Bitburger Radler — радлер, коктейль на основі світлого пива та лимонаду з вмістом алкоголю 2,5 %;
- Bitburger Bit Cola Libre — коктейль на основі світлого пива та коли з вмістом алкоголю 2,0 %;
- Bitburger Bit Copa — коктейль на основі світлого пива з присмаком лайму та вмістом алкоголю 3,4 %;